# Roberto Trotta
Roberto Trotta (* 28. Januar 1969 in Pigüé, Argentinien) ist ein argentinischer Fußballtrainer und ehemaliger Fußballspieler. Der für seine Härte bekannte Abwehrspieler brachte es in seiner von 1987 bis 2005 dauernden Profikarriere auf 21 Platzverweise allein in argentinischer Liga und Pokal, ein bisher unübertroffener Wert.

## Spieler
Er begann seine Profilaufbahn 1987 bei Estudiantes de La Plata in der argentinischen Primera División und wechselte Anfang 1992 zu CA Vélez Sarsfield. Dort erlebte er seine erfolgreichste Zeit mit zwei Halbjahresmeisterschaften 1993 und 1995 sowie Siegen in der Copa Libertadores und im Weltpokal im Jahr 1994. 1995 bestritt er drei Spiele für die argentinische Nationalmannschaft und europäische Vereine begannen sich für ihn zu interessieren, darunter auch der deutsche Bundesligist 1. FC Köln. Nach dem Sieg in der Copa Interamericana 1996 erfolgte der Wechsel nach Europa zum AS Rom, wo er in der Hinrunde der Saison 1996/97 nur auf wenige Einsätze kam und zum Jahreswechsel wieder in seine Heimat zurückging, zunächst zu River Plate, ein halbes Jahr später zum RC Avellaneda. Im Herbst 1997 wechselte er erneut nach Europa zu Sporting Gijón, damals Tabellenletzter der ersten spanischen Liga. Dort spielte er für den Rest der Saison 1997/1998 fast regelmäßig von Beginn an, konnte aber den Abstieg Gijóns nicht verhindern. Er kehrte danach erneut in die argentinische Liga zurück, diesmal zu Unión de Santa Fe. Seine weitere Karriere führte ihn nach einer zweiten Station bei River Plate, wo er zwei Meisterschaften gewann, nach Mexiko (CF Atlante und Club Puebla) und nach einem erneuten Engagement bei seinem Ursprungsverein Estudiantes zum Barcelona Sporting Club in Ecuador. Er beendete seine Spielerlaufbahn 2005 bei Unión de Santa Fe.

## Trainer
Trottas erste Station als Trainer war 2006 der argentinische Zweitligist Independiente Rivadavia, zu dem er später mehrfach zurückkehrte. 2007 übernahm er für wenige Monate den seinerzeit ebenfalls zweitklassigen Club Almagro. 2011 holte ihn Diego Maradona, damals Trainer bei al-Wasl in den Vereinigten Arabischen Emiraten, als Co-Trainer an seine Seite. Im Frühjahr 2013 war er für wenige Wochen Trainer von Juventud Unida Universitario. Seit Juli 2013 ist er zum mittlerweile vierten Mal Trainer bei Rivadavia.

## Erfolge
Sieger der argentinischen Primera División (A: Torneo Apertura, C: Torneo Clausura): 
- 1993 (C), Vélez Sársfield
- 1995 (A), Vélez Sársfield
- 1997 (C), River Plate
- 1999 (A), River Plate
- 2000 (C), River Plate

Sieger in internationalen Wettbewerben:
- 1994 Copa Libertadores, Vélez Sársfield
- 1994 Weltpokal, Vélez Sársfield
- 1996 Copa Interamericana, Vélez Sársfield